# Kirov (090)
O Kirov (Киров) é um cruzador de batalha que foi operado pela Frota Naval Militar Soviética e a primeira embarcação da Classe Kirov, seguido pelo Admiral Lazarev, Admiral Nakhimov e Pyotr Velikiy. Sua construção começou em março de 1974 no Estaleiro Nº 189 e foi lançado ao mar em dezembro de 1977, sendo comissionado na frota soviética em dezembro de 1980. Seu armamento principal era de uma variedade de mísseis antinavio e superfície-ar de diferentes tamanhos, tinha um deslocamento de 28 mil toneladas e alcançava uma velocidade máxima de 32 nós.
O Kirov teve um início de carreira tranquilo, porém sofreu um acidente no seu reator nuclear em 1990 e colocado na reserva. A União Soviética ruiu no ano seguinte e o Kirov foi passado para a Rússia, com seu nome sendo alterado para Admiral Ushakov (Адмирал Ушаков) por motivos políticos. Reformas foram aprovadas em 1999, porém abandonadas em 2001, um ano antes de seu nome voltar para Kirov. Pelos anos seguintes houve diferentes planos para modernizá-lo ou desmontá-lo, mas nunca foram levados adiante. O navio atualmente está aguardando desmontagem.